# Huawei Enjoy 6S
Huawei Enjoy 6S es un dispositivo móvil creado por la marca China Huawei con un gama media de una gran batería; El Huawei Enjoy 6S mantiene el mismo tipo de diseño de su antecesor, con su cuerpo de aluminio y los mismos marcos en la parte delantera, y posee una mejora en el procesador, y un almacenamiento que, de base, es el doble de amplio.
Algunos de los puntos en los que se diferencia de su antecesor es una mejora en el procesador, un almacenamiento que es el doble de ambio y la pérdida de algo de capacidad de batería. Pocos cambios hay en este Enjoy 6s respecto al Enjoy 6 en cuanto a aspecto físico; mantiene prácticamente el mismo diseño de su antecesor, con su cuerpo de aluminio y los mismos marcos en la parte delantera.

## Características
- Posee un cuerpo metálico con bordes redondeados, con un grosor de 7,6 mm.
- En la parte posterior, el flash LED del Huawei Enjoy 6S se encuentra del lado izquierdo del sensor de la cámara.
- La cámara utiliza el mismo diseño circular y cuenta con lector de huellas dactilares también en esta parte trasera.
- Posee una pantalla IPS de 5 pulgadas y resolución 720p.
- Procesador Snapdragon 435 de Qualcomm funcionando con 1,4 GHz y 3 GB de RAM.
- Ofrece el doble de almacenamiento (32 GB)
- Posee una cámara principal de 13 mpx con una apertura f / 2.2, mientras que el sensor frontal alcanza los 5 mpx.
- Tiene una batería de 3.020 mAh.[3]